# Mir (Belarus)
Mir (belarussisch Мір Mir, russ.: Мир, polnisch Mir) ist eine Kleinstadt in Belarus am Fluss Miranka in der Hrodsenskaja Woblasz, an der Straße Minsk–Nawahradak, ca. 85 km südwestlich von Minsk gelegen.

## Wirtschaft
Die größeren in Mir ansässigen Betriebe verarbeiten hauptsächlich landwirtschaftliche Produkte (Fabriken für Milchprodukte, Brotfabrik, Brennerei, Geflügelfabrik, Sägewerke).

## Geschichte

### Mittelalter und frühe Neuzeit
Die erste urkundliche Erwähnung der Stadt ist datiert auf das Jahr 1395. Seit 1486 gehörte die im Großfürstentum Litauen gelegene Stadt der Magnatenfamilie der Illinitschi. Vermutlich erst nach 1522 ließ Jurij I. Illinitsch das heute zum Weltkulturerbe der UNESCO gehörende Schloss Mir errichten.
1555 wurde Mir Zentrum der gleichnamigen Grafschaft und ging 1568 in den Besitz der Familie Radziwiłł über. Elf Jahre später erhielt Mir Magdeburger Stadtrecht.
Mir entwickelte sich in der ersten Hälfte des 17. Jahrhunderts zu einem wichtigen Zentrum von Handwerk und Handel für Polen und Litauen, den größten Wirtschaftsfaktor stellte jedoch die Landwirtschaft dar.

### Neuzeit
Seit der zweiten Hälfte des 17. Jahrhunderts ist für Mir eine große jüdische Gemeinde nachgewiesen. Mir entwickelte sich zu einem geistigen und spirituellen Zentrum des Judentums von internationaler Bedeutung, das eine Reihe berühmter Rabbiner und anderer Gelehrter hervorbrachte. Die Stadt wurde zu einem der osteuropäischen Schtetl. Hiervon zeugt nicht zuletzt die große Anzahl von Synagogen: An Gotteshäusern sind für das Jahr 1886 nachgewiesen: Sieben Synagogen, zwei Kirchen, eine Moschee.
Im Dritten Nordischen Krieg wurde Mir 1706 stark zerstört. Die Stadt erholte sich rasch wieder, im 18. Jahrhundert etablierten sich jährlich abgehaltene Messen, die im Mai und Dezember für jeweils einen Monat abgehalten wurden.
In der zweiten Hälfte des 18. Jahrhunderts siedelten sich Zigeuner in Minsk an, hier lebte auch deren Oberhaupt (König) für das Großfürstentum Litauen, dem 1787 von K. Radziwiłł das Privileg der Gerichtsbarkeit über die Zigeuner verliehen wurde.
Infolge der dritten Teilung Polens kam Mir 1795 als Teil des Russischen Reichs unter die Herrschaft des Moskauer Zaren. Zu Beginn des napoleonischen Russlandfeldzugs 1812 ereignete sich hier die Schlacht bei Mir, bei der die russische Kavallerie die polnische besiegte.

### 20. Jahrhundert

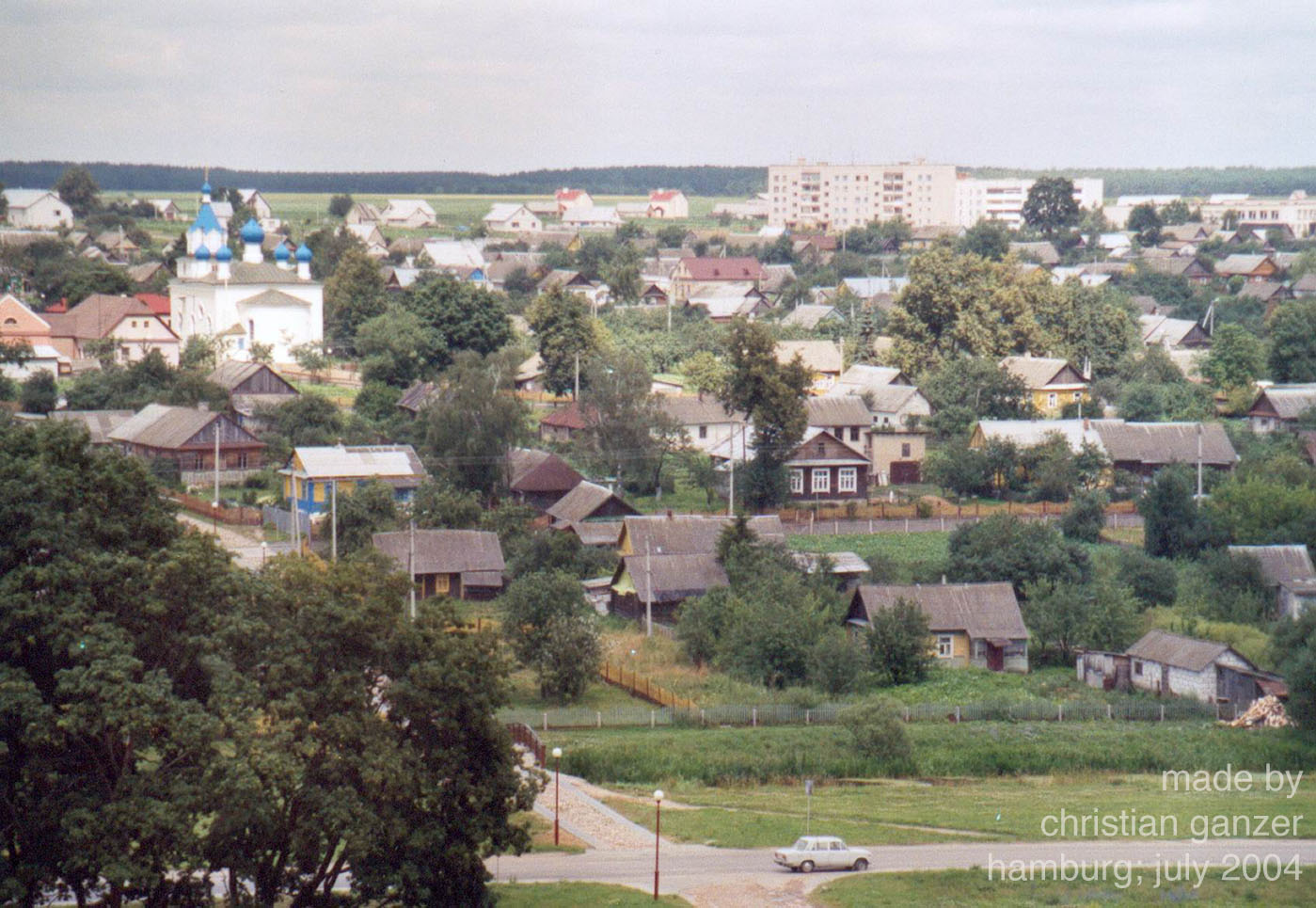
Mir vom Schlossturm aus gesehen. Links im Hintergrund die orthodoxe Dreieinigkeitskirche.

Nach dem Polnisch-Sowjetischen Krieg und dem Frieden von Riga vom 18. März 1921 fiel Mir an Polen und blieb polnisch bis zum sowjetischen Einmarsch im September 1939.

#### Deutsche Besatzungszeit
Im Zuge des deutschen Überfalls auf die Sowjetunion herrschte vom 26. Juni 1941 bis zur Befreiung am 7. Juli 1944 die deutsche Besatzungsmacht in Mir und ermordete den größten Teil der jüdischen Bevölkerung der Stadt.
In den Morgenstunden des 27. Juni 1941 setzten deutsche Truppen zahlreiche Gebäude in Brand.

#### Ghettobildung und Judenverfolgung
Am 9. November 1941 ermordeten Soldaten der 8. Kompanie des Infanterieregiments 727 der 707. Infanterie-Division, unterstützt von einheimischen Polizisten, etwa 1.500 Juden in Mir. Es handelte sich dabei um die erste größere Vernichtungsaktion in der Stadt. Zuvor hatte es bereits Ermordungen einzelner Juden oder Gruppen bis zu zwanzig Personen gegeben. An diesem Tag trafen die Soldaten zusammen mit Oberleutnant Ludwig Göbel auf Lastwagen in Mir ein und trieben alle Juden auf den Marktplatz, wobei eine unbestimmte Anzahl an Facharbeiter aussortiert wurden. Die übrigen Personen, darunter auch Frauen, Greise und Kinder, wurden durch Genickschüsse hingerichtet. Die Überlebenden wurden in ein Ghetto gebracht, welches mit Stacheldraht von der übrigen Stadt abgetrennt und von Schutzmännern überwacht wurde. Auch Juden aus umliegenden Ortschaften wurden dorthin gebracht. Es kam zu Erschießungen kleiner Gruppen, bis das Ghetto im Mai 1942 mit etwa 800 Überlebenden in die Ruinen des Schlosses von Mir verlegt wurde. Die Ghettoinsassen mussten Zwangsarbeit leisten und mit minimalen Nahrungsmittelrationen auskommen. Die Wohn- und Hygienebedingungen waren katastrophal. Es gab im Schloss nur einen einzigen Brunnen, dessen Wasservorräte nicht für alle Eingeschlossenen ausreichten, wodurch zahlreiche Personen an Unterernährung und Entkräftung verstarben. Nachdem ein Zusammenhang zwischen Juden und Partisanen von NS-Politikern und Militärs hergestellt wurde, erhielt der Gendarmeriegebietsführer in Baranawitschy im August 1942 den Auftrag, das flache Land endgültig von Juden zu säubern. Allerdings wurden die Juden von Daniel Rufeisen, einem polnischen Juden, der sich erfolgreich als Volksdeutscher ausgegeben hatte, als Übersetzer bei der lokalen Polizei arbeitete und deshalb über interne Informationen verfügte, vor der bevorstehenden „Großaktion“ (ein SS-üblicher Euphemismus für die Ermordung der Bewohner) am 13. August gewarnt. 150 Personen gelang dadurch die Flucht in die Wälder, weshalb einige von ihnen die Shoah überlebten. Die übriggebliebenen 560 Juden wurden auf Folgetag von den Deutschen zusammen mit den Weißrussischen Schutzmannschaften erschossen. Der Gendarmerieposten Mir war in der Folgezeit damit beschäftigt die geflohenen Juden zu suchen, von denen einige eingefangen und hingerichtet werden konnten.
Insgesamt ermordeten die Deutschen und ihre lokalen Helfer in Mir und Umgebung mehr als 2.500 Zivilisten.
Am 15. Januar 1940 wurde Mir Zentrum des neugebildeten Rajons Mir, seit dem 17. Dezember 1956 gehört die Stadt zum Karelickij Rajon.

## Kultur, Bildung und Sehenswürdigkeiten

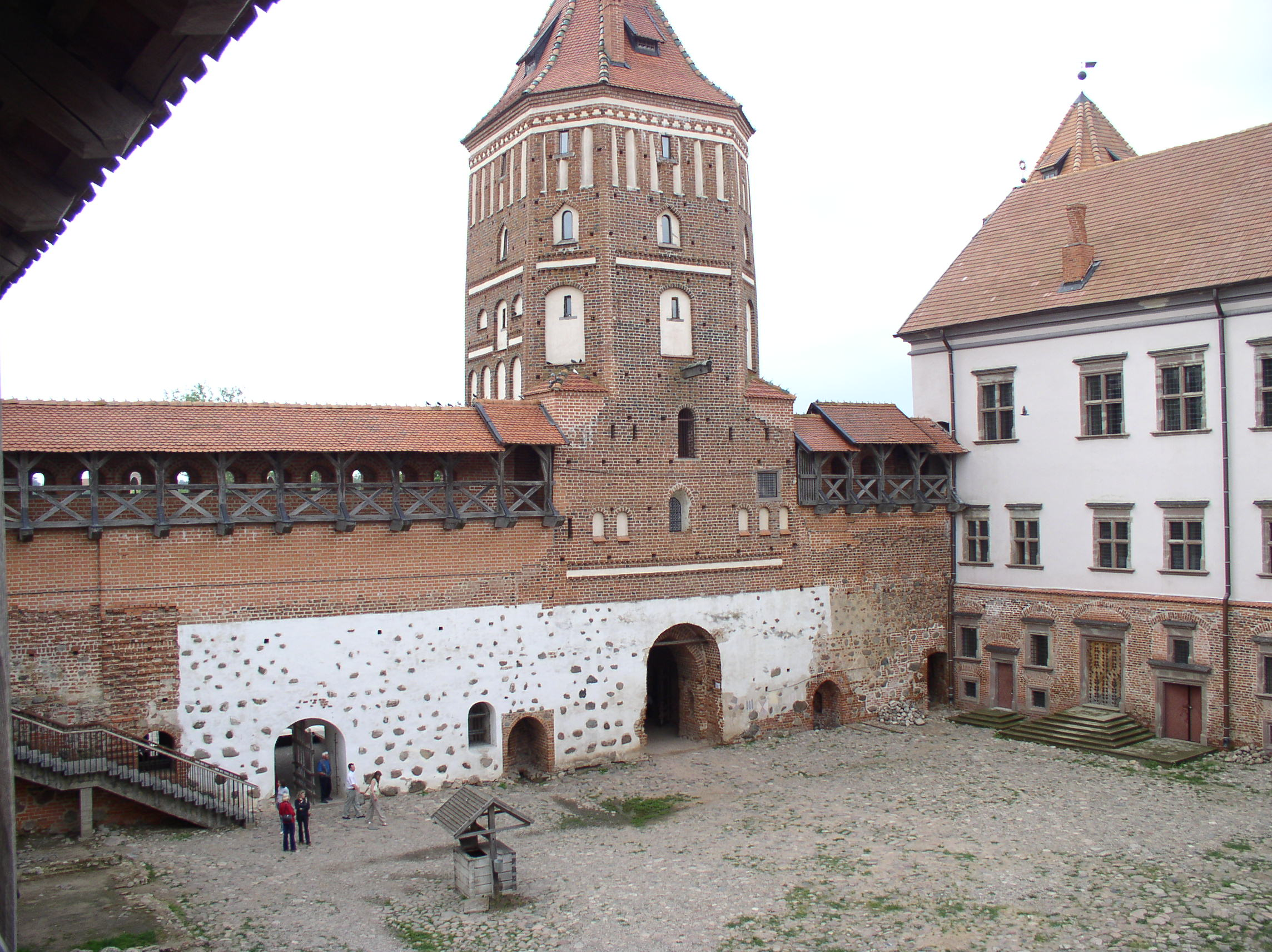
Blick in den Innenhof des Schlosses von Mir

In Mir gibt es eine technische Berufsschule, eine Fachschule für Kunstrestauration, eine Mittelschule und einen Kindergarten, ein Haus der Kultur sowie eine Filiale des belarussischen Kunstmuseums.
Das berühmteste Gebäude in Mir ist das zu Beginn des 15. Jahrhunderts errichtete Schloss von Mir, das seit dem Jahr 2000 auf der Liste des UNESCO-Welterbes verzeichnet ist.
In Mir gibt es die katholische St. Nicolaj-Kirche, die orthodoxe der Dreieinigkeitskirche (Trojckaja cerkov), eine ehemalige Synagoge sowie das Gebäude der ehemaligen Jeschiwa.
Ein Denkmal auf einem Massengrab erinnert an die Opfer des Nationalsozialismus.

## Persönlichkeiten
- Naphtali Zwi Juda Berlin (1816–1893), russischer Rabbiner
- Salman Schasar (1889–1974), israelischer Politiker und dritter Präsident Israels
- Wadsim Schuk (* 1952), Fußballschiedsrichter